# Gruk
Una gruk es una poesía filosófica corta o aforismo escrito por el inventor y filósofo danés Piet Hein, originalmente bajo el seudónimo de Kumbel Kumbell, mientras estaba en la clandestinidad por haber presidido la Unión Antinazi de su país justo antes de la ocupación de Dinamarca por los nazis en 1940 y publicadas en Politiken.
Escritas originalmente en danés y más tarde en inglés –conocidas como grooks– sus más de 10 000 gruks han sido publicados en más de 60 antologías, muchas veces acompañadas por ilustraciones del propio autor. Se caracaterizan por, entre otras consideraciones, reflejar cierta ironía y por su uso preciso del lenguaje para crear ritmos y rimas en un mínimo de palabras y líneas.
| \| «A Maxim for Vikings» Here is a fact that should help you fight a bit longer: Things that don't act- ually kill you outright make you stronger. | «Una máxima por los vikingos» (traducción libre) He aquí un hecho que te ayudará a luchar un poco más: Las cosas que no te matan de forma fulminante te harán más fuerte. |